# Виртландия

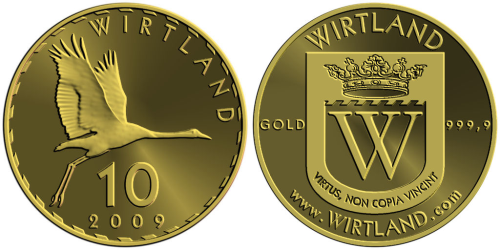
Монета «Виртландский журавль»

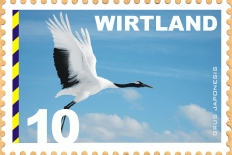
Почтовая марка Виртландии

Виртландия (oфициальное название: Wirtland ['v¡rtlənd], известна также как Hayalistan в тюркских странах) - виртуальное государство, которое претендует на звание первого в мире виртуального государства, базирующегося в интернете.

## История
Виртландия основана 14 августа 2008 года как общественная инициатива. Она представлена через официальный сайт www.wirtland.com. В настоящее время Виртландия управляется «канцлером» и имеет цель стать парламентской демократией.
В конце ноября 2009 года некоторыми гражданами Виртландии была инициирована дискуссия по поводу приобретения плавучего средства или земельного участка для дальнейшего юридического процесса признания государственного суверенитета Виртландии другими существующими государствами и ООН.
В начале января 2010 года среди граждан Виртлании возникло «Движение за Конституцию Виртландии». 9.01.2010 года в Виртландии состоялся первый в истории страны «митинг» по поводу принятия Конституции.

### Выставление на продажу и защита персональных данных
7 октября 2019 года правительство Виртландии выставило проект на продажу через аукцион eBay по цене 250 000 долларов или «наилучшее предложение» (то есть с возможностью предложить более низкую цену), указав, что: «Основатели Wirtland, которые поддерживали проект в течение 11 лет, понимают, что проект становится больше, чем они могут справиться, и для дальнейшего развития требуются более совершенные технологии. Для модернизации проекта Wirtland планирует пригласить инвестора или покупателя».
Это стало первым случаем выставления на аукцион микрогосударства, имеющего население. Однако в объявлении имеется оговорка: «Персональные данные граждан Виртланда строго защищены. Они не включены в предложение и не будут разглашены ни при каких обстоятельствах».

## Джулиан Ассанж и Эдвард Сноуден
Виртландия стала первой виртуальной страной, которая в знак поддержки деятельности WikiLeaks предоставила «гражданство» Джулиану Ассанжу. Информация о соответствующем решении правительства Виртландии была опубликована 28 декабря 2010 года. В письме направленном Джулиану правительством сказано:
«Ваш пример наглядно продемонстрировал, как быстро и эффективно Интернет может влиять на реальную жизнь. В то время как гражданство киберстраны может показаться чисто символическим сегодня, вы знаете лучше чем кто-либо другой о потенциале киберпространства и роли веб-социальных проектов в ближайшем будущем. Виртландия предлагает своё гражданство, чтобы показать нашу поддержку вашего дела, и наше признание ваших достижений».
Виртландия решила предоставить своё «гражданство» и Эдварду Сноудену. 21 июля 2013 года правительство Виртландии выдало мистеру Сноудену вид на жительство. В письме направленном Эдварду правительством сказано:
«Ваш случай наглядно показал мировому сообществу, как современные технологии могут быть использованы для целей отличных от тех на которые согласились люди, когда присоединились к веб сервису. В то время как гражданство киберстраны может показаться чисто символическим, вы знаете о потенциале социальных проектов в Интернете и их влиянии на реальную жизнь. Виртландия предлагает своё гражданство, чтобы показать нашу поддержку вашего дела, и наше признание ваших достижений».

### Коллекционные монеты
7 января 2011 года Виртландия сообщила, что готовится к производству и продаже новых коллекционных монет «Виртландский журавль» («Wirtland Crane») с портретом Джулиана Ассанжа — в честь его «виртуального гражданства» («witizenship») и для его поддержки. Был объявлен конкурс на лучший текст надписи на монете. Победитель получит «общенациональное» восхваление и образец монеты с его текстом.

### Сувенирные футболки
В официальном магазине Виртландии можно приобрести сувенирные футболоки с надписями «Освободите Джулиана Ассанжа» и «Освободите Михаила Ходорковского». Используя их, можно продемонстрировать своё «виртуальное гражданство» («witizenship») и свою поддержку политзаключённых в других странах. Футболки можно приобрести с надписью «Виртландия» или без неё, чтобы избежать ассоциации с Виртландией. Вся прибыль поступит в благотворительный фонд Виртландии.

## Население
«Население» состоит из граждан Виртландии и туристов. Население в настоящее время составляет приблизительно более 2000 человек, согласно официальному сайту. «Гражданство» Виртландии является открытым и бесплатным для любого человека, достигшего 18 лет.
Виртландия предоставляет равные демократических права и не допускает дискриминации по признаку национального происхождения, возраста, религии, расы, пола. Заявка на получение «вида на жительство» доступна на 18 языках здесь. Виртландия имеет социальную сеть своих граждан «Witizens of Wirtland».
13 марта 2010 года число граждан Виртландии достигло 1000 человек. Тысячным гражданином стала россиянка, проживающая в Москве.

## Реакция СМИ
Американский телеканал Fox News Channel (смотреть видео) и болгарское национальное телевидение bTV (смотреть видео часть 1, часть 2) стали первыми, кто осветил Виртландию. В ноябре 2011 года к ним присоединилась Словения (смотреть видео). Отклик международной прессы — от CNN Турции до Радио России. Обновляемый список публикаций — в разделе прессы на сайте PressRoom.

## Монеты и марки
В июле 2009 года Виртландия начала выпуск своей первой золотой монеты, известной как «Виртландский журавль» («Wirtland Crane»). Монета весом 1/10 тройской унции отчеканена из чистого золота. «Wirtland Crane» считается первой золотой монетой, выпускающейся виртуальным государством.
23 сентября 2009 года была выпущена серебряная монета «Виртландский журавль» номиналом 2 ICU, массой 31,1 г.
Виртландия также выпускает уникальные марки ручного изготовления.

## Персональное удостоверение
Виртландия выпускает персональные удостоверения личности (идентификационные пластиковые карточки) для своих граждан. Заявления на выпуск пластиковой карточки принимаются от всех лиц старше 18 лет, желающих стать гражданами Виртландии.
Пример удостоверения: . Предполагаемый вид паспорта: .